# Федоренко, Степан Алексеевич
Степан Алексеевич Федоренко (20.4.1908, Киев — 27.4.1972, Баку) — командир отделения 1106-го стрелкового полка 331-й стрелковой дивизии 31-й армии 3-го Белорусского фронта, сержант. Герой Советского Союза.

## Биография
Родился 20 апреля 1908 года в Киеве в рабочей семье. Украинец. Член КПСС с 1943 года. Тяжёлое детство привело его в Баку, где он приобрёл квалификацию бетонщика. Возводил мосты на реках. Самоотверженным трудом С. А. Федоренко заслужил уважение и доверие товарищей по работе, и они избрали его депутатом Бакинского Совета депутатов трудящихся.
В рядах Красной Армии в 1930—1932 годах. В 1941 году призван вторично. В боях Великой Отечественной войны с июля 1941 года. Воевал на 2-м Белорусском и 3-м Белорусском фронтах.
В середине июня 1944 года дивизия, в составе которой служил С. А. Федоренко, перешла в наступление и за 10 дней непрерывных боёв вышла к Орше. Открылся путь на Борисов. Полк закрепился на подступах к городу и приготовился к штурму. Перед атакой командир батальона вызвал командира отделения сержанта С. А. Федоренко и приказал овладеть переправой через Березину и закрепиться.
Маскируясь кустарником, бойцы взвода стали бесшумно подползать к мосту. Оставалось каких-нибудь 150 метров. И вдруг воздух потряс мощный взрыв. Фашисты уничтожили переправу. Но сержант С. А. Федоренко не растерялся. Он дал команду: «За мной!».
У берега рассредоточились. Торопливо сняли с себя плащ-палатки, набили их травой и, увязав ремнями, бросились вплавь. Густой туман надёжно укрыл смельчаков. Под обрывистым берегом передохнули и устремились вперёд. Рукопашная схватка длилась недолго. Враг оставил переднюю линию окопов у переправы.
Трижды меняли позиции отважные воины. Фашисты вал за валом шли на горсточку советских солдат. Восемь контратак отразили отважные воины за два часа, а затем сами перешли в атаку. Ползли по самому дну вражеской траншеи. За очередным поворотом неожиданно вырос дзот. Из амбразуры торчал ствол фашистского пулемёта.
Сержант на какую-то долю секунды остановился, а затем рывком поднялся и швырнул связку гранат в амбразуру. К небу взметнулся чёрный столб земли и дыма. Приказ был выполнен. Переправу удержали до подхода основных сил.
Новое задание было дано сержанту С. А. Федоренко. Разведать оборону противника на фланге и обеспечить продвижение батальона. Сержант со своими бойцами отлично выполнил и это задание.
Батальон поднялся в атаку. С. А. Федоренко со своим взводом ворвался на окраину города Борисова Минской области. На улицах шёл жестокий бой. У мельницы сержант увидел командира батальона, который схватился врукопашную с немецким офицером. Удар прикладом — и фашист обмяк. На утро следующего дня город был освобожден.
Указом Президиума Верховного Совета СССР от 24 марта 1945 года за мужество и героизм, проявленные при форсировании Березины и обеспечении переправы сержанту Степану Алексеевичу Федоренко присвоено звание Героя Советского Союза с вручением ордена Ленина и медали «Золотая Звезда».
После окончания Великой Отечественной войны С. А. Федоренко демобилизовался. Жил и работал в Баку. Скончался 27 апреля 1972 года. Похоронен в Баку на Аллее почётного захоронения.
Награждён орденами Ленина, Красной Звезды, медалями.